# 아이젠슈타인 급수
수학에서 아이젠슈타인 급수(영어: Eisenstein series)는 일련의 모듈러 형식들이다. 모든 정칙 모듈러 형식은 무게가 4와 6인 아이젠슈타인 급수에 대한 다항식으로 나타낼 수 있다.

## 정의
모든 {\displaystyle k=2,3,4,\dots }에 대하여, 아이젠슈타인 급수 {\displaystyle G_{2k}}는 다음과 같은 모듈러 형식이다.
{\displaystyle G_{2k}(\tau )=\sum _{(m,n)\in \mathbb {Z} ^{2}\setminus \{(0,0)\}}(m+n\tau )^{-2k}}
{\displaystyle G_{2k}}는 무게가 {\displaystyle 2k}인 정칙 모듈러 형식이다. 만약 {\displaystyle k=1}인 경우 이는 모듈러 형식을 이루지 않는다. (무게가 2인 정칙 모듈러 형식은 존재하지 않는다.)
모듈러 불변량(영어: modular invariant) {\displaystyle g_{2}}, {\displaystyle g_{3}}는 무게가 4·6인 아이젠슈타인 급수와 다음과 같이 대응한다.
{\displaystyle g_{2}=60G_{4}}
{\displaystyle g_{3}=140G_{6}}

## 푸리에 급수
아이젠슈타인 급수의 푸리에 급수는 약수 함수 {\displaystyle \sigma _{k}(n)}으로 나타내어진다. {\displaystyle q=\exp(2\pi i\tau )}라고 쓰면
{\displaystyle {\frac {(2k-1)!}{(2\pi i)^{2k}}}G_{2k}={\frac {1}{2}}\zeta (1-2k)+\sum _{n=1}^{\infty }\sigma _{k-1}(n)q^{n}}
이다. 여기서 {\displaystyle \zeta }는 리만 제타 함수다.

## 참고 문헌
- Brubaker, Benjamin; Daniel Bump, Solomon Friedberg (2011년 12월). “Eisenstein series, crystals, and ice” (PDF). 《Notices of the American Mathematical Society》 58 (11): 1563–1571. Zbl 1309.11043.
- Gan, Wee Teck; Stephen S. Kudla; Yuri Tschinkel (2008). 《Eisenstein series and applications》. Progress in Mathematics 258. Birkhäuser. doi:10.1007/978-0-8176-4639-4. ISBN 978-0-8176-4496-3.